# Nahuel Valentini
Nahuel Valentini (Fighiera, 19 settembre 1988) è un calciatore argentino, difensore del Sestri Levante.

## Carriera

### Rosario Central
Esordisce nella massima divisione argentina con la maglia del Rosario Central nella stagione 2007-2008, all'età di diciannove anni. Nel corso delle stagioni successive ottiene un crescente spazio tra le file della formazione argentina. A partire dal 2010, dopo la retrocessione del club in seconda divisione, conquista un posto da titolare. Nel 2012-2013 contribuisce alla vittoria del campionato da parte del Rosario che torna in prima divisione. Al termine della stagione non rinnova il contratto e rimane svincolato.

### Livorno
Il 24 luglio 2013 viene acquistato dalla società italiana del Livorno. Esordisce con la maglia amaranto il 17 agosto seguente nella partita di Coppa Italia Livorno-Siena (0-1). Il 25 agosto seguente fa il debutto in Serie A nella partita Livorno-Roma (0-2), giocando da titolare. Chiude la stagione disputando 16 partite e chiudendo con la retrocessione in serie B.

### Spezia
Nella successiva stagione viene acquistato dallo Spezia. Esordisce il 30 agosto nella partita contro il Varese poi persa dalla sua squadra 2-1. Segna i suoi primi 2 gol con la maglia dello Spezia il 1º novembre contro il Pescara, gol che risulteranno decisivi per la vittoria della sua squadra 2-1. Con i liguri resta tre stagioni, segnando 4 reti in 87 presenze, più 3 nei playoff.

### Oviedo ed Ascoli
Il 16 luglio 2017 viene ceduto agli spagnoli del Real Oviedo, dove firma un contratto biennale con opzione per il terzo a circa 300.000 euro a stagione. Debutta nella Liga 2 il 20 agosto nella partita persa in casa col Rayo Vallecano  (2-3). Dopo quella partita non viene più schierato nelle successive giornate, tanto da profilarsi un addio già a gennaio. A fine stagione quindi, dopo aver totalizzato solo 7 gettoni, lascia il club spagnolo.
Il 16 agosto 2018 viene ufficializzato il suo passaggio all'Ascoli, firmando un contratto fino al 30 giugno 2019 più opzione per un secondo anno. Debutta con i marchigiani il 15 settembre, giocando da titolare la partita col Lecce, vinta per 1-0. Il 28 aprile 2019 va per la prima volta a segno, marcando il gol del momentaneo vantaggio in casa del Cittadella, partita poi conclusa sul 2-2.

### Padova , Vicenza, S.P.A.L e Sestri Levante
Il 9 settembre 2020 firma un contratto biennale con il Padova. Poco impiegato nella prima parte di stagione, il 21 gennaio 2021 si trasferisce a titolo temporaneo al Vicenza. Il 16 marzo segna la sua prima marcatura con i veneti, nel pareggio per 1-1 in casa del Cosenza Tornato al Padova nell'estate 2021, segna la sua prima rete con il club biancoscudato il 26 settembre successivo, nel successo per 2-1 in casa della Pro Patria. Nella stagione 2022-2023 viene nominato capitano.
Il 18 agosto 2023 viene ingaggiato dalla SPAL, con la quale firma un contratto annuale. Il 15 settembre segna la sua prima rete in occasione della sconfitta con il Perugia. Chiude il campionato con 31 presenze e 4 reti per la squadra ferrarese.
Il 19 settembre 2024 firma da svincolato per il Sestri Levante, ancora in Serie C. Segna il suo primo gol con il club ligure alla sua seconda presenza, il 24 settembre nella sconfitta contro la Torres.

## Statistiche

### Presenze e reti nei club
Statistiche aggiornate al 17 maggio 2025.
| Stagione               | Squadra                | Campionato             | Campionato | Campionato | Coppe nazionali | Coppe nazionali | Coppe nazionali | Coppe continentali | Coppe continentali | Coppe continentali | Altre coppe | Altre coppe | Altre coppe | Totale | Totale |
| Stagione               | Squadra                | Comp                   | Pres       | Reti       | Comp            | Pres            | Reti            | Comp               | Pres               | Reti               | Comp        | Pres        | Reti        | Pres   | Reti   |
| ---------------------- | ---------------------- | ---------------------- | ---------- | ---------- | --------------- | --------------- | --------------- | ------------------ | ------------------ | ------------------ | ----------- | ----------- | ----------- | ------ | ------ |
| 2007-2008              | Rosario Central        | PD                     | 1          | 0          | -               | -               | -               | -                  | -                  | -                  | -           | -           | -           | 1      | 0      |
| 2008-2009              | Rosario Central        | PD                     | 10         | 0          | -               | -               | -               | -                  | -                  | -                  | -           | -           | -           | 10     | 0      |
| 2009-2010              | Rosario Central        | PD                     | 22         | 0          | -               | -               | -               | -                  | -                  | -                  | -           | -           | -           | 22     | 0      |
| 2010-2011              | Rosario Central        | PBN                    | 31         | 0          | -               | -               | -               | -                  | -                  | -                  | -           | -           | -           | 31     | 0      |
| 2011-2012              | Rosario Central        | PBN                    | 33         | 0          | CA              | 3               | 0               | -                  | -                  | -                  | -           | -           | -           | 36     | 0      |
| 2012-2013              | Rosario Central        | PBN                    | 28         | 2          | CA              | 0               | 0               | -                  | -                  | -                  | -           | -           | -           | 28     | 2      |
| Totale Rosario Central | Totale Rosario Central | Totale Rosario Central | 125        | 2          |                 | 3               | 0               |                    | -                  | -                  |             | -           | -           | 128    | 2      |
| 2013-2014              | Livorno                | A                      | 16         | 0          | CI              | 1               | 0               | -                  | -                  | -                  | -           | -           | -           | 17     | 0      |
| 2014-2015              | Spezia                 | B                      | 24+1       | 2          | CI              | 0               | 0               | -                  | -                  | -                  | -           | -           | -           | 25     | 2      |
| 2015-2016              | Spezia                 | B                      | 27+1       | 0          | CI              | 3               | 0               | -                  | -                  | -                  | -           | -           | -           | 31     | 0      |
| 2016-2017              | Spezia                 | B                      | 36+1       | 1          | CI              | 4               | 1               | -                  | -                  | -                  | -           | -           | -           | 41     | 2      |
| Totale Spezia          | Totale Spezia          | Totale Spezia          | 87+3       | 3          |                 | 7               | 1               |                    | -                  | -                  |             | -           | -           | 97     | 4      |
| 2017-2018              | Real Oviedo            | SD                     | 7          | 0          | CR              | 1               | 0               | -                  | -                  | -                  | -           | -           | -           | 8      | 0      |
| 2018-2019              | Ascoli                 | B                      | 24         | 1          | CI              | 0               | 0               | -                  | -                  | -                  | -           | -           | -           | 24     | 1      |
| 2019-2020              | Ascoli                 | B                      | 13         | 0          | CI              | 2               | 0               | -                  | -                  | -                  | -           | -           | -           | 15     | 0      |
| Totale Ascoli          | Totale Ascoli          | Totale Ascoli          | 37         | 1          |                 | 2               | 0               |                    | -                  | -                  |             | -           | -           | 39     | 1      |
| 2020-gen. 2021         | Padova                 | C                      | 5          | 0          | CI              | 2               | 0               | -                  | -                  | -                  | -           | -           | -           | 7      | 0      |
| gen.-giu. 2021         | Vicenza                | B                      | 12         | 2          | CI              | -               | -               | -                  | -                  | -                  | -           | -           | -           | 12     | 2      |
| 2021-2022              | Padova                 | C                      | 19+6       | 1          | CI+CI-C         | 1+3             | 0               | -                  | -                  | -                  | -           | -           | -           | 29     | 1      |
| 2022-2023              | Padova                 | C                      | 37+2       | 1          | CI+CI-C         | 0+1             | 0               | -                  | -                  | -                  | -           | -           | -           | 40     | 1      |
| Totale Padova          | Totale Padova          | Totale Padova          | 61+8       | 2          |                 | 7               | 0               |                    | -                  | -                  |             | -           | -           | 76     | 2      |
| 2023-2024              | SPAL                   | C                      | 32         | 4          | CI-C            | 2               | 0               | -                  | -                  | -                  | -           | -           | -           | 34     | 4      |
| 2024-2025              | Sestri Levante         | C                      | 32+2       | 3+0        | CI-C            | -               | -               | -                  | -                  | -                  | -           | -           | -           | 34     | 3      |
| Totale carriera        | Totale carriera        | Totale carriera        | 422        | 17         |                 | 23              | 1               |                    | -                  | -                  |             | -           | -           | 445    | 18     |

## Palmarès

### Club

#### Competizioni nazionali
- Primera B Nacional: 1

Rosario Central: 2012-2013
- Coppa Italia Serie C: 1

Padova: 2021-2022